# Fighting
| 전문가 평가                      | 전문가 평가 |
| 평가 점수                        | 평가 점수   |
| 출처                             | 점수        |
| -------------------------------- | ----------- |
| AllMusic                         | [ 1 ]       |
| Collector's Guide to Heavy Metal | 10/10       |

《Fighting》은 아일랜드의 록 밴드 씬 리지의 다섯 번째 스튜디오 음반으로, 1975년 9월 12일에 발매되었다. 네 장의 스튜디오 음반이 발매된 후, 밴드는 마침내 스콧 고럼과 브라이언 로버트슨의 트윈 기타를 특징으로 하는 식별 가능한 사운드를 만들어냈다. 이 사운드는 하드 록, 포크, 팝, 리듬 앤 블루스에서 나온다. 그것은 후속 음반인 《Jailbreak》의 큰 상업적 돌파를 위한 발판을 마련했다. 이 음반은 또한 60위를 기록하며 영국에서 차트에 오른 첫 번째 음반이었다.

## 배경
〈Suicide〉는 1973년 7월, BBC 방송에서 녹음된 것을 포함하여 기타리스트 에릭 벨이 아직 밴드에 있을 때 씬 리지에 의해 처음 공연되었다. 처음에는 〈Baby's Been Messing〉이라는 제목으로 다른 가사로 공연되었고, 《Fighting》에 등장하는 중간 부분이 부족했다. 비음반 수록곡 〈Half-Caste〉는 오리지널 싱글 〈Rosalie〉의 B-사이드에서 발매되었다. 《Fighting》 세션에서 녹음된 또 다른 트랙은 〈Try a Little Hard〉였는데, 이 곡은 결국 2002년 《Vagabonds Kings Warriors Angels》 박스 세트에서 발매되었다.
《Fighting》은 1971년 데뷔한 것 외에 다른 유일한 씬 리지 음반으로, 필 라이넛을 제외한 밴드 멤버들이 특정 트랙에 대해 단독 작사, 작곡 크레딧을 받는다. 벨은 〈Ray Gun〉을, 로버트슨과 고럼은 〈Silver Dollar〉와 〈Ballad of a Hard Man〉을 각각 썼다.
유럽의 기타리스트 욘 노럼은 1987년 데뷔 솔로 음반 《Total Control》에서 〈Wild One〉을 커버했다. 유럽은 2008년 라이브 음반 《Almost Unplugged》에서 〈Suicide〉를 커버했다.
비록 독특한 씬 리지 로고(짐 피츠패트릭이 디자인)가 수년간 컴필레이션 음반, 상품, 밴드의 공연에서 무대 장면으로 자주 사용되었지만, 이 음반은 커버에 수록된 유일한 씬 리지 스튜디오 음반이었다.

## 곡 목록
| #  | 제목                           | 작사·작곡                  | 재생 시간 |
| -- | ------------------------------ | -------------------------- | --------- |
| 1. | 〈Rosalie〉                    | 밥 시거                    | 3:11      |
| 2. | 〈For Those Who Love to Live〉 | 브라이언 다우니, 필 라이넛 | 3:08      |
| 3. | 〈Suicide〉                    | 라이넛                     | 5:12      |
| 4. | 〈Wild One〉                   | 라이넛                     | 4:18      |
| 5. | 〈Fighting My Way Back〉       | 라이넛                     | 3:12      |

| #   | 제목                     | 작사·작곡         | 재생 시간 |
| --- | ------------------------ | ----------------- | --------- |
| 6.  | 〈King's Vengeance〉     | 스콧 고럼, 라이넛 | 4:08      |
| 7.  | 〈Spirit Slips Away〉    | 라이넛            | 4:35      |
| 8.  | 〈Silver Dollar〉        | 브라이언 로버트슨 | 3:26      |
| 9.  | 〈Freedom Song〉         | 고럼, 라이넛      | 3:32      |
| 10. | 〈Ballad of a Hard Man〉 | 고럼              | 3:14      |